# Fratelli delle scuole cristiane

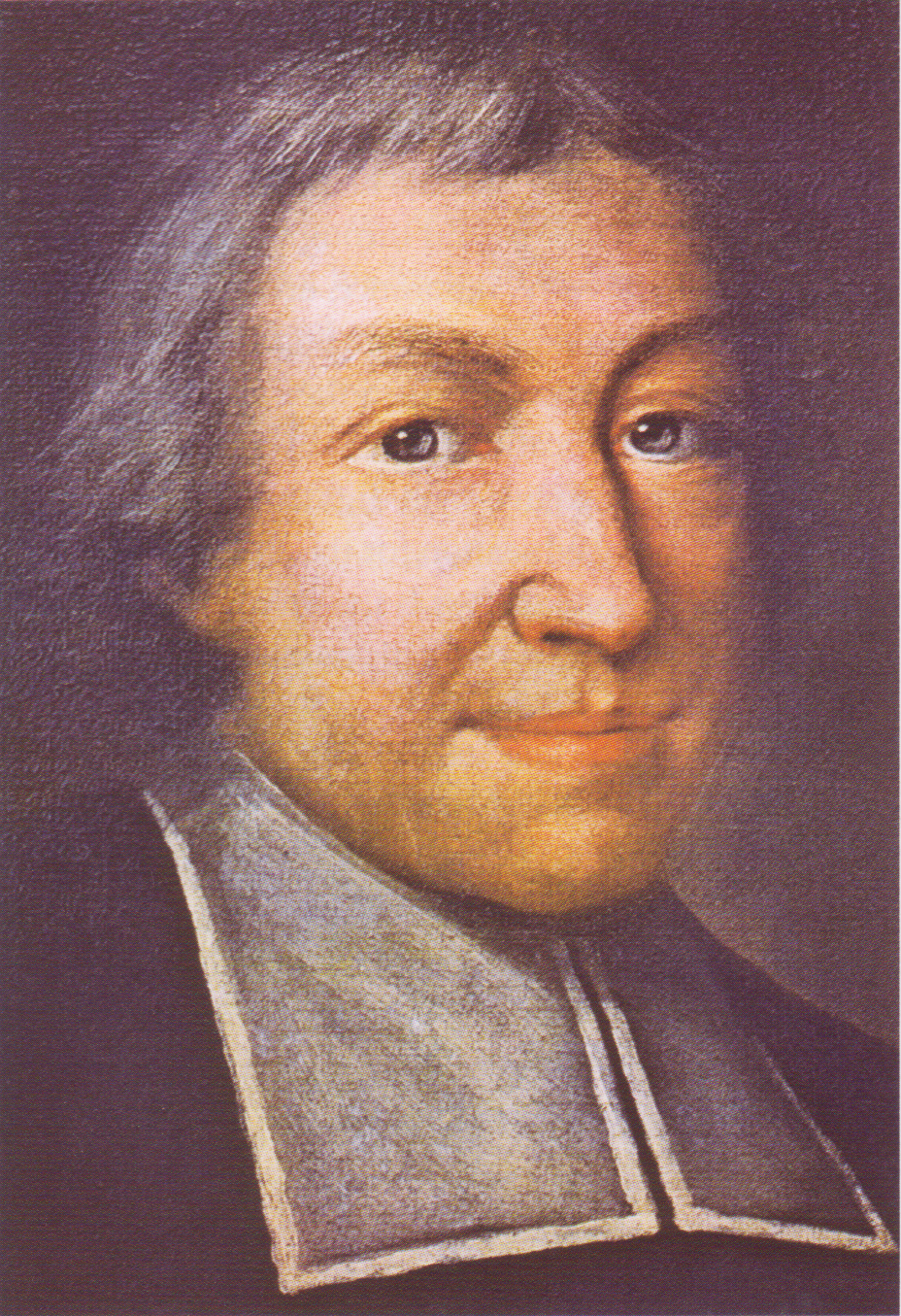
Ritratto di Giovanni Battista de La Salle, fondatore della congregazione

I Fratelli delle scuole cristiane (in latino Institutum fratrum scholarum christianarum; in francese Frères des écoles chrétiennes) sono un istituto religioso maschile di diritto pontificio: i membri di questa congregazione laicale, detti comunemente lasalliani, pospongono al loro nome la sigla F.S.C.

## Storia
La congregazione venne fondata da Giovanni Battista de La Salle (1651-1719) che venne ordinato sacerdote dopo gli studi nel seminario di San Sulpizio e alla Sorbona dove conseguì il dottorato in teologia. A Reims assunse la direzione delle suore insegnanti del Bambin Gesù, per le quali ottenne anche regie patenti, e iniziò a interessarsi all'istruzione e all'educazione dei fanciulli delle classi popolari. La sua attività venne notata da Adrian Nyel, un benefattore che aveva già aperto scuole gratuite a Rouen e intendeva fare lo stesso a Reims, che lo avvicinò e lo coinvolse nella sua opera.
Nel 1679 de La Salle aprì a Reims la sua prima scuola gratuita e, per gestire questa e le altre già istituite da Nyel, nel 1680 iniziò a formare una comunità di maestri orientati alla vita religiosa ma senza obblighi claustrali: il fondatore proibì ai confratelli l'accesso al sacerdozio e lo studio del latino (donde il nome di "ignorantelli" attribuito loro dal popolo) e il 24 giugno 1682, in una povera casa presa in affitto a Reims, ebbe inizio la vita comune dei religiosi.
Dopo Reims, nel 1688, venne aperta una scuola anche a Parigi da dove, a partire dal 1699, la congregazione si irradiò in tutta la Francia aprendo scuole primarie per fanciulli poveri; nel 1702 una comunità si stabilì anche a Roma, dove si fece notare dal pontefice. Con bolla del 26 gennaio 1725 papa Benedetto XIII approvò i lasalliani che iniziarono a espandersi anche fuori dalla Francia (in breve tempo vennero aperte numerose case in Italia, Belgio, Svizzera, Martinica).
L'abito dei lasalliani fu un abito talare nero con facciole bianche. Poiché le scuole erano prive di riscaldamento, ai religiosi venne permesso di indossare un cappotto che, nelle uscite, veniva portato sulle spalle come un mantello, con le maniche lasciate pendere al di fuori: da questo uso, deriva il nome di "fratelli dalle quattro braccia" con il quale venivano popolarmente indicati i religiosi.
Il fondatore venne beatificato il 14 febbraio 1888 da papa Leone XIII, che lo canonizzò il 24 maggio 1900.

## Attività e diffusione

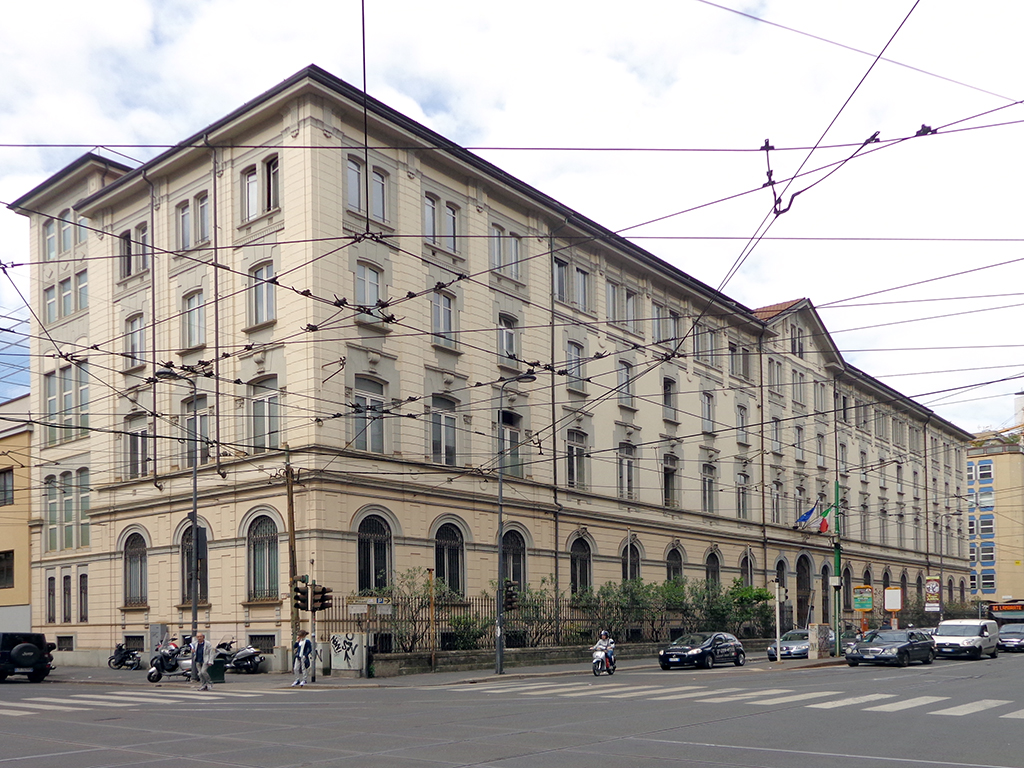
L'Istituto lasalliano Gonzaga di Milano

I fratelli delle scuole cristiane si dedicano all'istruzione e all'educazione cristiana della gioventù: gestiscono scuole di ogni grado, collegi e pensionati per studenti.
I fratelli lasalliani sono presenti in 82 paesi dei cinque continenti. Dal 1937 il superiore generale della congregazione risiede in via Aurelia a Roma.
Al 31 dicembre 2005 la congregazione (la più numerosa tra le laicali maschili) contava 5.598 religiosi in 870 case.

## La Casa Generalizia
La Casa Generalizia è la casa principale dei Fratelli delle Scuole Cristiane e la sede del suo governo. In essa sono concentrati la direzione religiosa e pedagogica della congregazione, i rapporti con le autorità civili ed ecclesiastiche e, nei suoi archivi, raccoglie la sua storia e le biografie di tutti i suoi membri. Ha avuto molte sedi diverse, prevalentemente in Francia, una in Belgio e in Italia a Roma, presso la scuola di San Salvatore in Lauro (1795- 1804), e dal 1937 in Via Aurelia. 
Durante la seconda guerra mondiale, nel febbraio del 1941, la casa divenne ospedale militare dell'esercito italiano con la presenza di duecentocinquanta ufficiali e cinquecento sottoufficiali e il 4 marzo 1941 il principe Umberto di Savoia venne a visitare i feriti. Due mesi dopo, la casa venne convertita in Centro Mutilati "Principessa di Piemonte", accogliendo circa cinquecento feriti e venne inaugurato solennemente dalla principessa Maria Josè, consorte del principe Umberto II. Il 12 giugno 1941, in una grande dimostrazione propagandistica, il duce Benito Mussolini visitò il Centro Mutilati conversando con le autorità e i soldati, nonché facendosi scattare delle foto vicino ai soldati e ai feriti di guerra. Nel 1944, tre anni dopo, il Centro Mutilati divenne Feld-lazarett, ovvero un ospedale da campo del Reich, e fu occupato dai feriti dell'esercito tedesco per poi, nello stesso anno, diventare il 48th British General Hospital. Soltanto nel maggio del 1945 la casa ritornò ai Fratelli delle Scuole Cristiane.
La Casa Genaralizia è stata visitata il 7 marzo 1979 da Madre Teresa di Calcutta e il 21 novembre 1981 da papa Giovanni Paolo II.

## Santi e beati lasalliani
In tre secoli di attività educativa la congregazione lasalliana ha dato alla Chiesa 12 santi e 23 beati.
Fra i santi si ricordano le seguenti figure:
- Benildo Romançon
- Giacomo Ilario
- Giovanni Battista de La Salle
- Salomone Leclerq
- Martiri di Turón
- Miguel Febres Cordero
- Héctor Valdivielso Sáez
- Muziano Maria Wiaux

Fra i beati lasalliani si ricordano almeno taluni nomi:
- Raphaël Louis Rafiringa
- Scubilione Rousseau
- Arnoldo Rèche
- Martiri di Almería
- James Alfred Miller